# Frits Kuipers
Frederik ("Frits") Carel Kuipers (Lent, 11 de julho de 1899 – 10 de outubro de 1943) foi um futebolista neerlandês, medalhista olímpico.
Frits Kuipers competiu nos Jogos Olímpicos de Verão de 1920 na Antuérpia. Ele ganhou a medalha de bronze.